# Генади Болиновски
Генади Болиновски (на македонска литературна норма: Генади Болиновски) е писател от Северна Македония.

## Биография
Генади Болиновски е роден в Галичник, тогава в Кралство Югославия, на 3 юли 1930 година. Учи в Галичник, а гимнадзия завршива в Скопие, където се и дипломира във Филологическия факултет на Скопския университет. След това работи като новинар и е редактор в Македонската радио-телевизия. Член е на Дружеството на писателите на Македония от 1957 година. В 1985 година, за стихосбирката „Растење“ я получава наградата на Стружките вечери на поезията за най-добра книга за деца.

## Творечество
Болиновски е автор на книгите:
- Лирски трепети (поезия, 1954),
- Јас и песната (поезия, 1957),
- Гостинчиња (разкази за деца, 1958),
- Огледалца (разкази за деца, 1959),
- Мите сонува (роман за деца, 1961),
- Дете и птица (раскази за деца, 1964),
- Триптихон (сонетен венец, 1971),
- Акрослов (поезия, 1982),
- Растење (поезия, 1984),
- Лузни на заборавот (разкази за деца, 1986),
- Геболини (поезия, 1995).